# 2800 Овідіус
2800 Овідіус (2800 Ovidius) — астероїд головного поясу, відкритий 24 вересня 1960 року.
Тіссеранів параметр щодо Юпітера — 3,187.